# Dłużyce
Dłużyce (deutsch: Großendorf) ist ein Dorf in der Stadt- und Landgemeinde Ścinawa (Steinau an der Oder) im Powiat Lubiński der Woiwodschaft Niederschlesien in Polen.

## Sehenswürdigkeiten

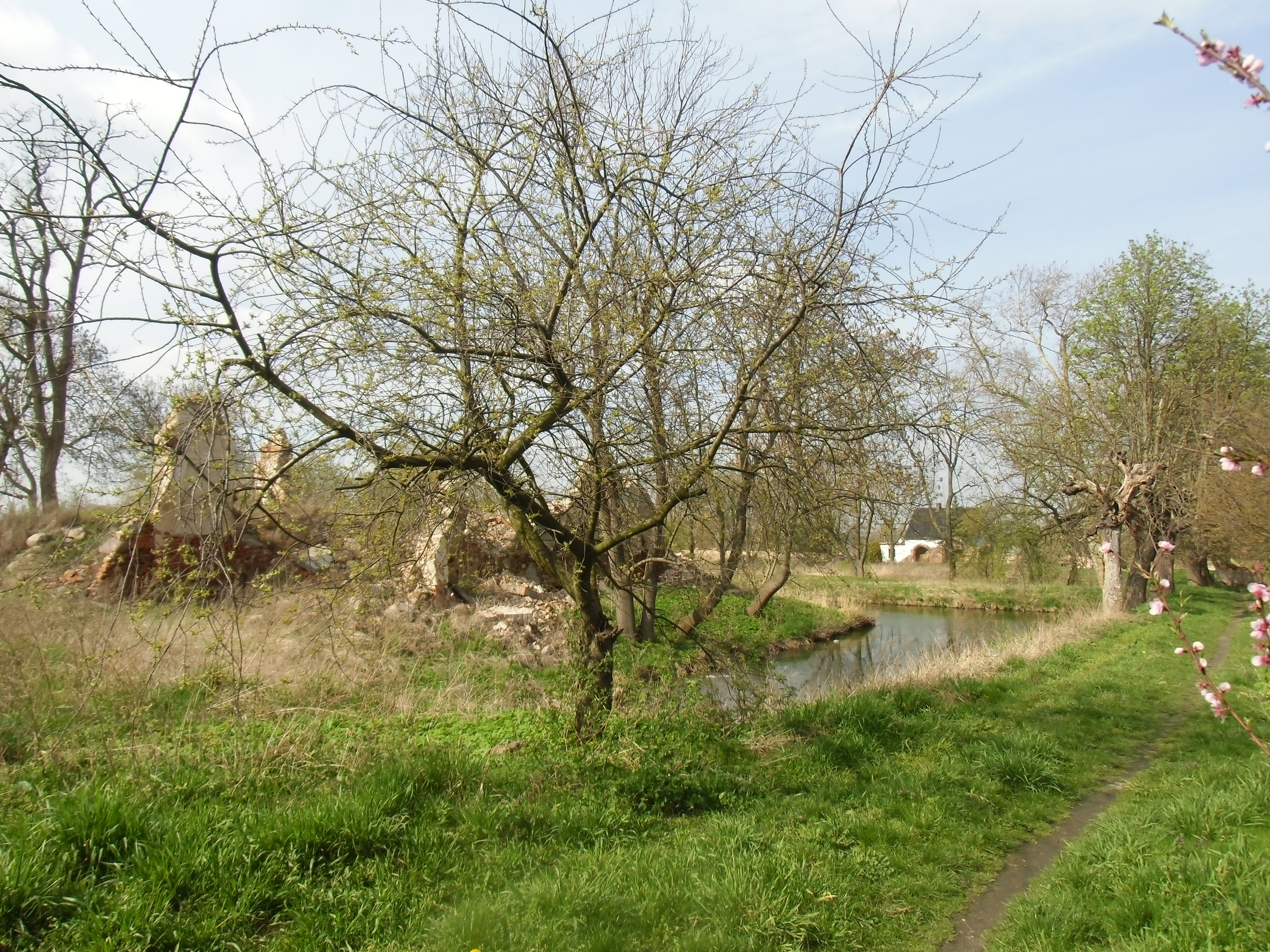
Ruine des Schlosses Großdorf und Park

- Ruine des Schlosses Großdorf (polnisch Pałac w Dłużycach). Das Schloss wurde vermutlich im 16. Jahrhundert für das Adelsgeschlecht von Kanitz errichtet. Ende des 17. Jahrhunderts wurde es für die Herren von Uechtritz barock umgebaut; weitere Umbauten folgten im 18. und Anfang des 20. Jahrhunderts. Heute ist es eine Ruine.
- Römisch-katholische Filialkirche Unsere Liebe Frau vom Rosenkranz (Kościół filialny pw. Matki Bożej Różańcowej); bis zum Übergang an Polen 1945 evangelische Pfarrkirche Christ König. ist eine spätgotische Saalkirche, umgebaut um 1650, restauriert im 19. und Anfang des 20. Jahrhunderts, wiederaufgebaut 1957. Die einheitlich frühbarocke Ausstattung stammt aus der Zeit um 1700. Im Inneren ist das Grabmal der 1730 verstorbenen Gräfin Eleonora Erdmuth von Niebelschütz.